# 29 de agosto
29 de agosto é o 241.º dia do ano no calendário gregoriano (242.º em anos bissextos). Faltam 124 dias para acabar o ano.

## Eventos históricos

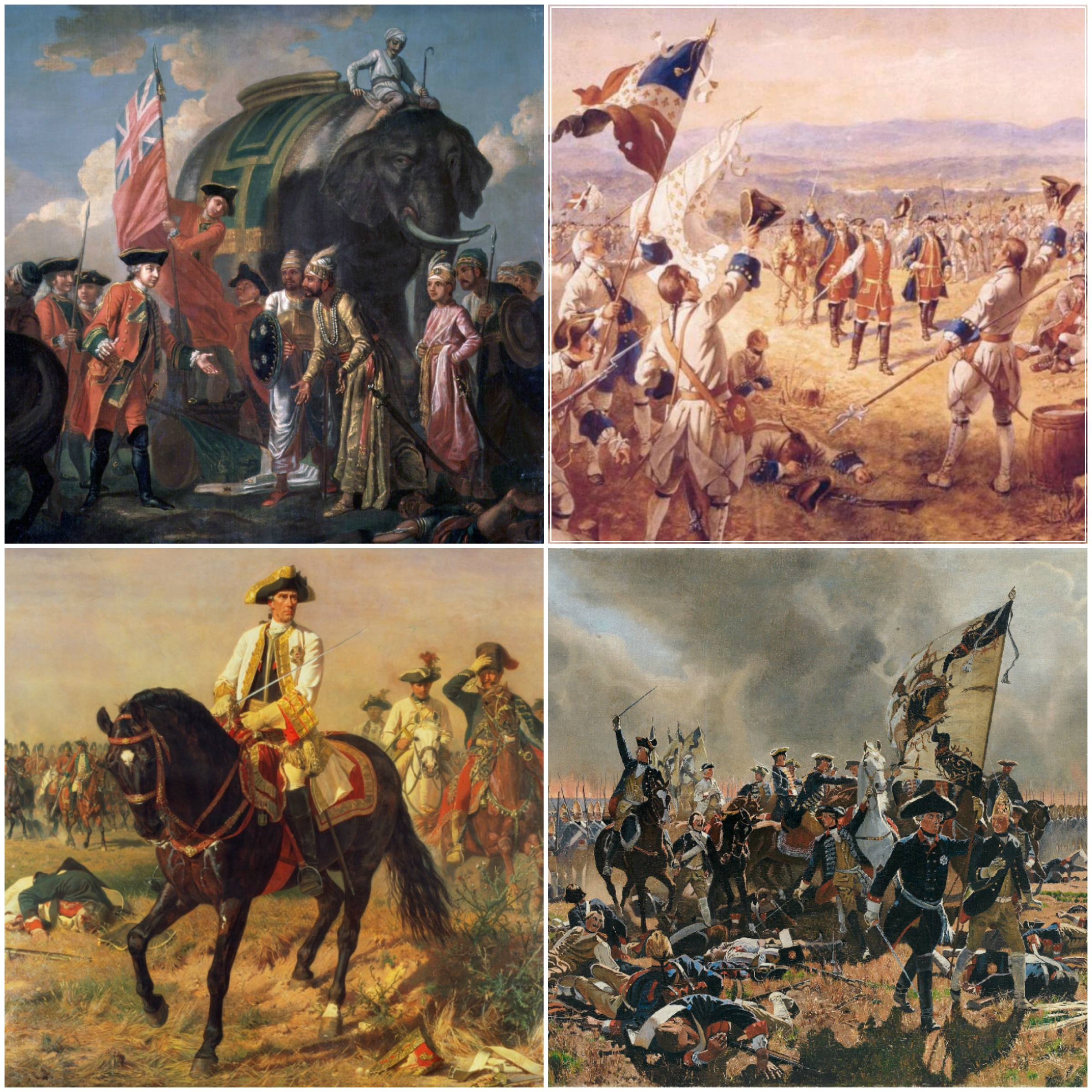
1756: Início da Guerra dos Sete Anos na Europa

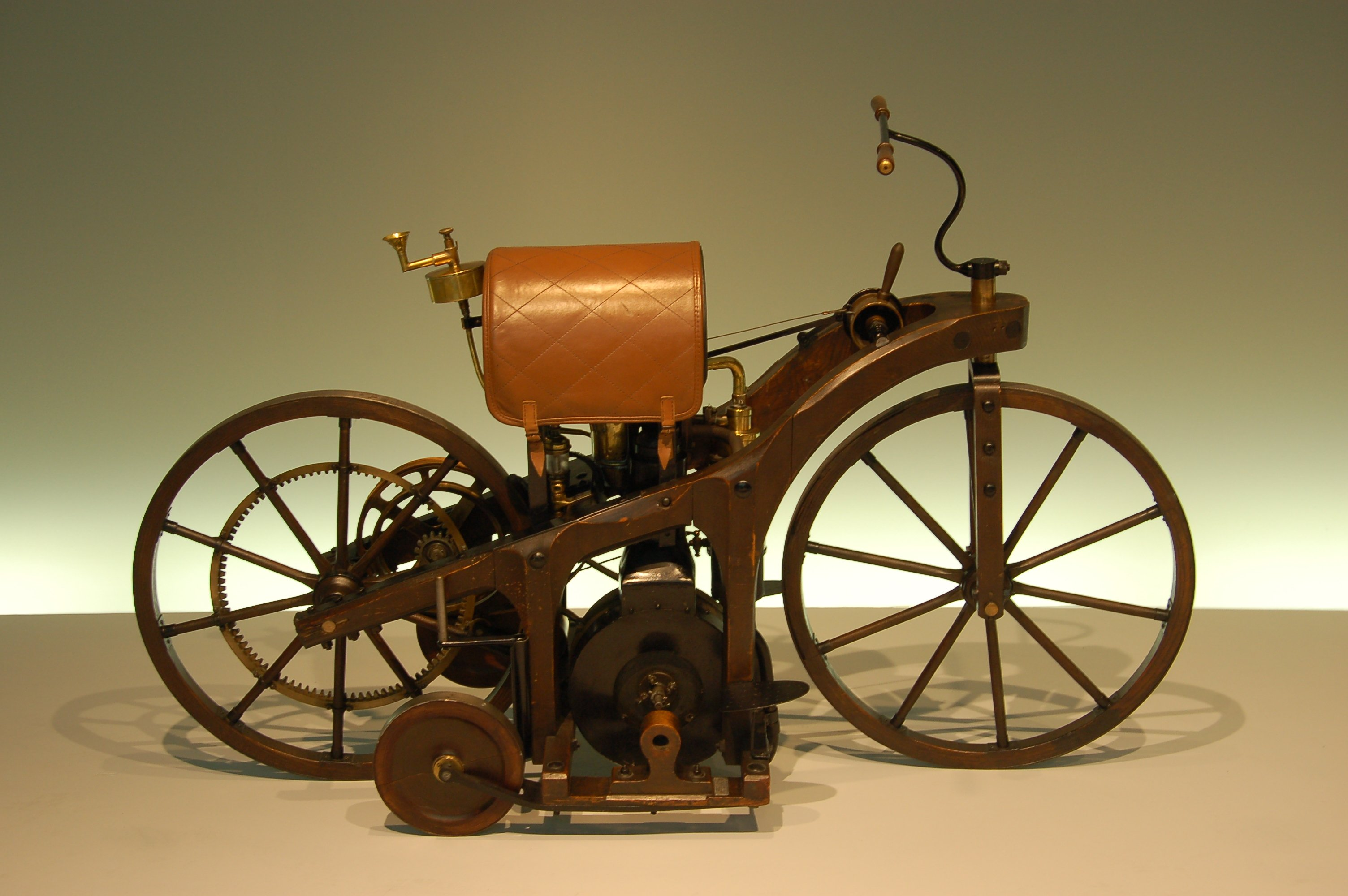
1885: A primeira motocicleta de combustão interna do mundo

- 0708 — Moedas de cobre são cunhadas no Japão pela primeira vez.[1]
- 0870 — A cidade de Melite (atual Mdina e Rabat) rende-se a um exército aglábida na sequência de um cerco, pondo fim à Malta bizantina.[2]
- 1009 — A Catedral de Mainz sofre grandes danos devido a um incêndio, que destrói o edifício no dia da sua inauguração.
- 1219 — Batalha de Fariscur durante a Quinta Cruzada.
- 1261 — O papa Urbano IV sucede ao papa Alexandre IV, tornando-se o 182º papa.
- 1315 — Batalha de Montecatini: O exército da República de Pisa, obtém uma vitória decisiva contra as forças conjuntas do Reino de Nápoles e da República de Florença apesar de estar em menor número.
- 1350 — Batalha de Winchelsea: A frota naval inglesa sob o comando do rei Eduardo III derrota uma frota castelhana de 40 navios.
- 1475 — O Tratado de Picquigny termina uma breve guerra entre os reinos da França e Inglaterra.
- 1484 — O Papa Inocêncio VIII sucede ao Papa Sisto IV.
- 1498 — Vasco da Gama decide partir de Calecute e regressar ao reino de Portugal.
- 1521 — Os turcos otomanos capturam Nándorfehérvár (Belgrado).
- 1526 — Batalha de Mohács: os turcos otomanos liderados por Solimão, o Magnífico, derrotam e matam o último rei jaguelônico da Hungria e da Boêmia.
- 1541 — Os turcos otomanos capturam Buda, a capital do reino húngaro.
- 1588 — Toyotomi Hideyoshi emite um decreto nacional de caça à espada, desarmando o campesinato para separar firmemente as classes samurai e plebeia, evitar revoltas camponesas e centralizar ainda mais seu próprio poder.[3]
- 1741 — Pelo menos 2 000 pessoas ao longo da costa japonesa se afogam em um tsunami causado pela erupção na ilha desabitada de Oshima.[4]
- 1756 — Frederico, o Grande, ataca a Saxônia, iniciando a Guerra dos Sete Anos na Europa.
- 1821 — Guerra da Independência do Brasil: Convenção de Beberibe, refere-se a um movimento armado que culminou com a expulsão dos exércitos portugueses de Pernambuco. Os conflitos marcam o início da Independência do Brasil.
- 1825 — Guerra da Independência do Brasil: Assinatura do Tratado do Rio de Janeiro, entre o Império do Brasil e o Reino de Portugal que reconheceu a Independência do Brasil e formalmente pôs fim à guerra.
- 1831 — Michael Faraday descobre a indução eletromagnética.
- 1842 — A assinatura do Tratado de Nanquim encerra a Primeira Guerra do Ópio.
- 1852 — Tem início a construção da primeira ferrovia brasileira, a Estrada de Ferro Mauá, pelo empresário Irineu Evangelista de Sousa.
- 1853 — É criada aos territórios do Sul da Província de São Paulo a Província do Paraná.
- 1869 — Inaugurada a Mount Washington Cog Railway, tornando-se a primeira ferrovia de cremalheira de montanha do mundo.
- 1871 — O imperador Meiji ordena a abolição do sistema han e o estabelecimento de prefeituras como centros locais de administração.
- 1885 — Gottlieb Daimler patenteia a primeira motocicleta de combustão interna do mundo, a Reitwagen.
- 1898 — Fundada a empresa de pneus Goodyear.
- 1910 — O Tratado Japão-Coreia, também conhecido como o Tratado de Anexação Japão-Coreia, torna-se efetivo, iniciando oficialmente o período do domínio japonês na Coreia.
- 1912 — Um tufão atinge a China, matando mais de 50 000 pessoas.
- 1914 — Primeira Guerra Mundial: início da Batalha de Saint-Quentin em que o Exército francês contra-atacou os invasores alemães em Saint-Quentin, Aisne.
- 1918 — Primeira Guerra Mundial: Bapaume é tomada pela Divisão da Nova Zelândia na Ofensiva dos Cem Dias.
- 1941 — Segunda Guerra Mundial: Tallinn, capital da Estônia, é ocupada pela Alemanha nazista após uma ocupação pela União Soviética.
- 1943 — Segunda Guerra Mundial: a Dinamarca ocupada pelos alemães; A Alemanha dissolve o governo dinamarquês.
- 1944 — Segunda Guerra Mundial: a Revolta Nacional Eslovaca acontece quando 60 000 soldados eslovacos se voltam contra os nazistas.
- 1949 — Projeto soviético da bomba atômica: a União Soviética testa sua primeira bomba atômica, conhecida como Primeiro Relâmpago ou Joe 1, em Semipalatinsk, Cazaquistão.
- 1965 — A nave espacial Gemini V retorna à Terra, pousando no Oceano Atlântico.
- 1966
  - Sayyid Qutb é executado por planejar o assassinato do presidente Gamal Abdel Nasser.
  - O grupo The Beatles faz sua última apresentação paga, em São Francisco, no que seria o último show deles até janeiro de 1969, com o Rooftop Concert.
- 1975 — O primeiro-ministro peruano Francisco Morales Bermúdez realiza um golpe de estado na cidade de Tacna, forçando o presidente em exercício do Peru, Juan Velasco Alvarado, a renunciar e assumiu seu lugar como o novo presidente
- 1978 — Toma posse em Portugal o III Governo Constitucional, um governo da iniciativa presidencial de António Ramalho Eanes, chefiado pelo primeiro-ministro Alfredo Nobre da Costa.
- 1982 — O elemento químico sintético Meitnério, número atômico 109, é sintetizado pela primeira vez em Darmstadt, Alemanha.
- 1991 — Soviete Supremo da União Soviética suspende todas as atividades do Partido Comunista Soviético.
- 1993 — Chacina de Vigário Geral, no Rio de Janeiro, deixa 21 pessoas mortas.
- 1997 — Netflix é lançado como um serviço de aluguel de DVD na Internet.
- 2003 — Saíde Aiatolá Mohammed Baqir al-Hakim, o líder muçulmano xiita no Iraque, é assassinado num atentado terrorista, juntamente com quase 100 fiéis quando saíam de uma mesquita em Najaf.
- 2005 — O Furacão Katrina devasta grande parte da Costa do Golfo dos Estados Unidos, da Luisiana até o Panhandle da Flórida, matando cerca de 1 836 pessoas.
- 2022
  - 1.ª tentativa de lançamento do Artemis 1, primeiro voo do Space Launch System (SLS), da NASA, mas adiado devido a não se conseguir resfriar um dos motores.
  - Guerra Russo-Ucraniana: a Ucrânia inicia sua contra-ofensiva ao sul no Oblast de Kherson, culminando eventualmente na libertação da cidade de Kherson.[5]

## Nascimentos

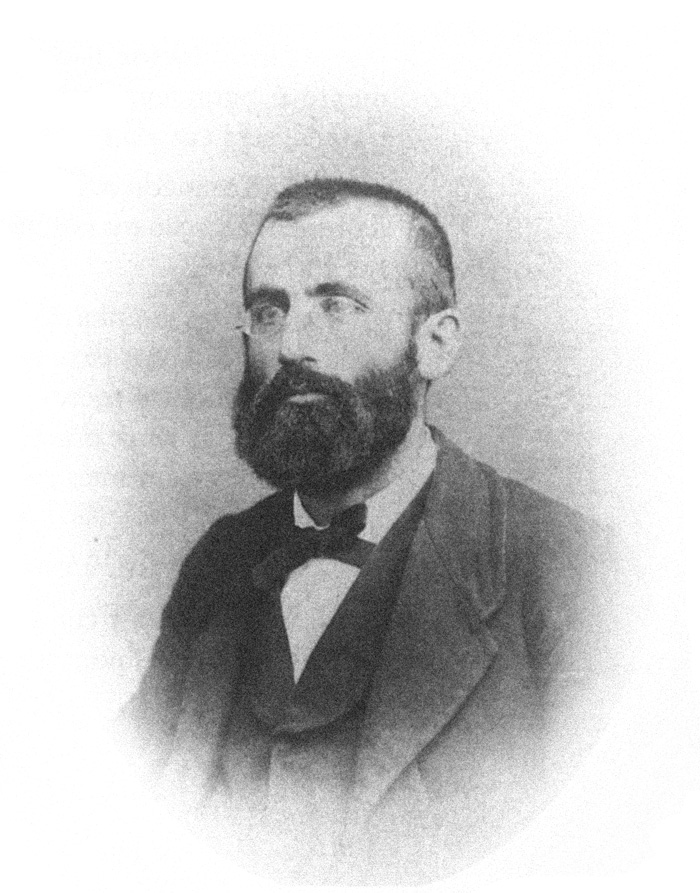
Bezerra de Menezes

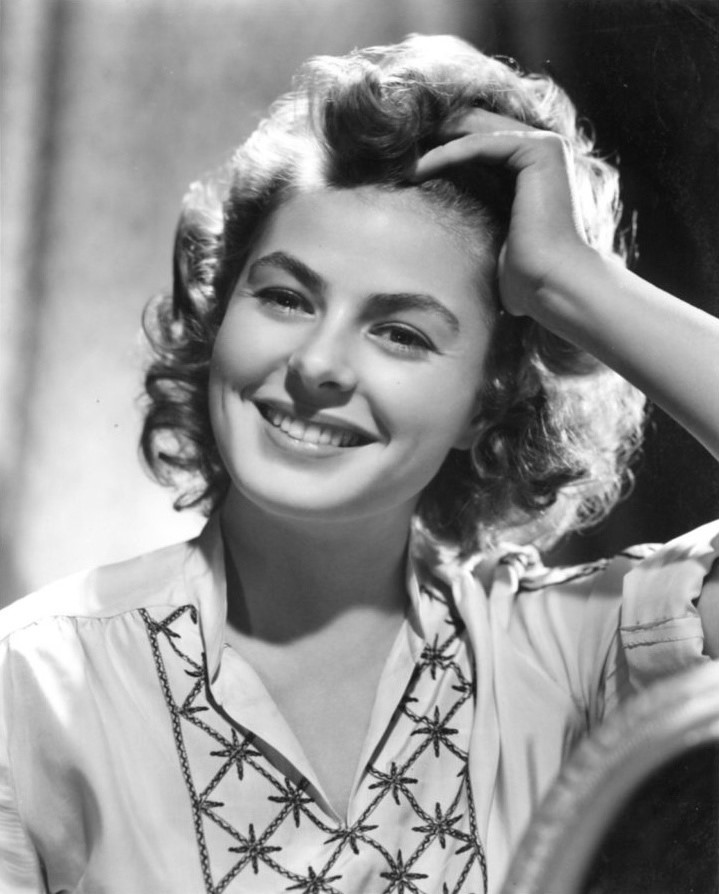
Ingrid Bergman

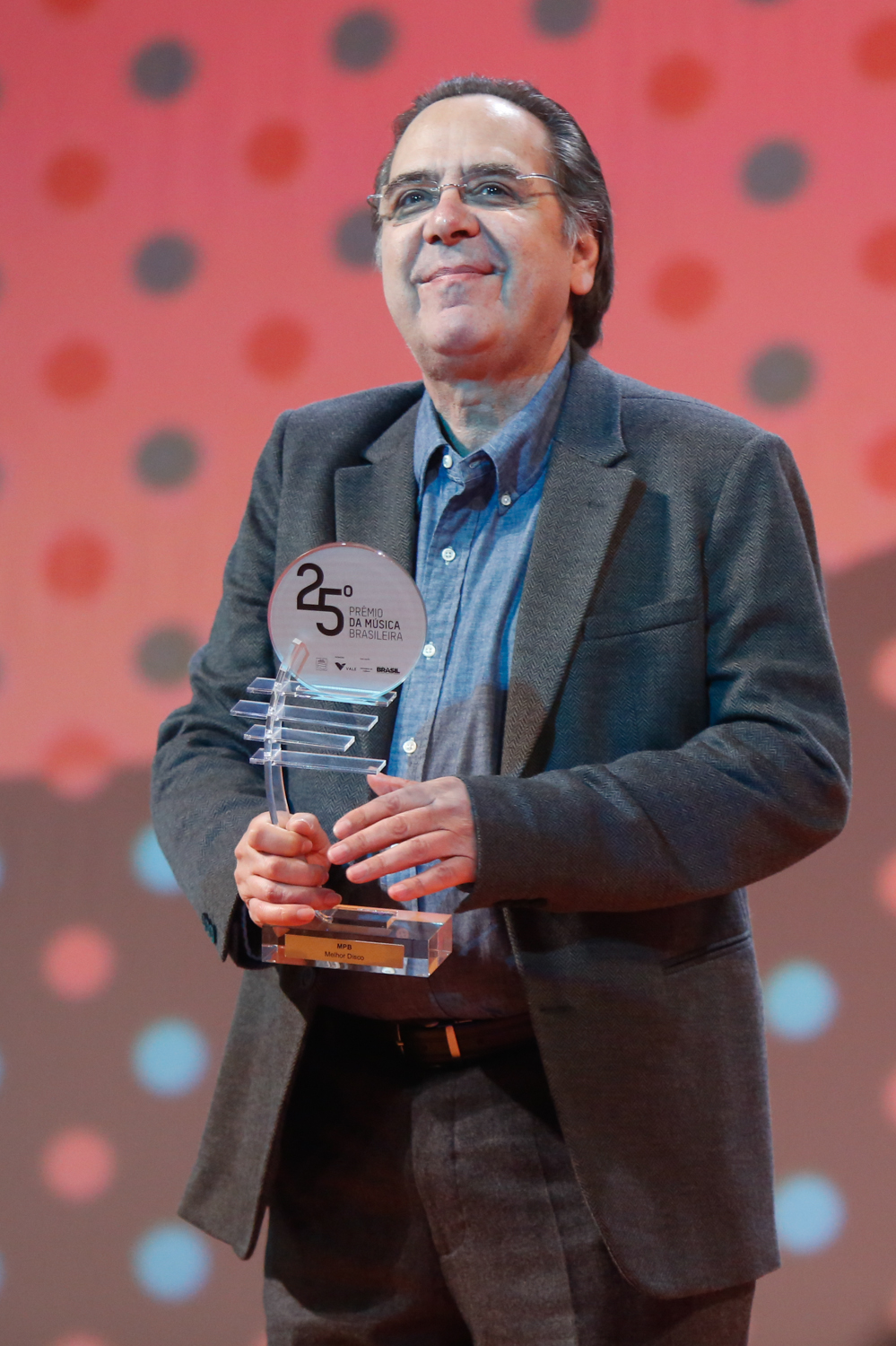
Edu Lobo

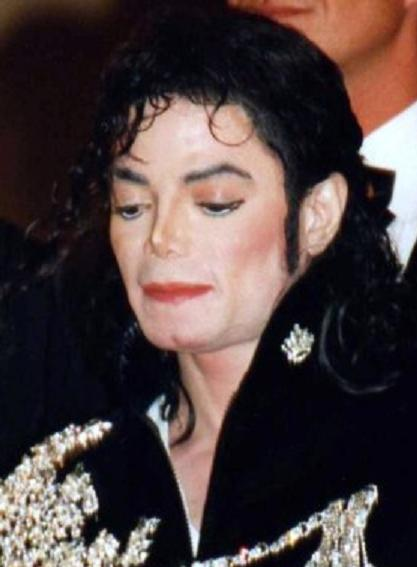
Michael Jackson

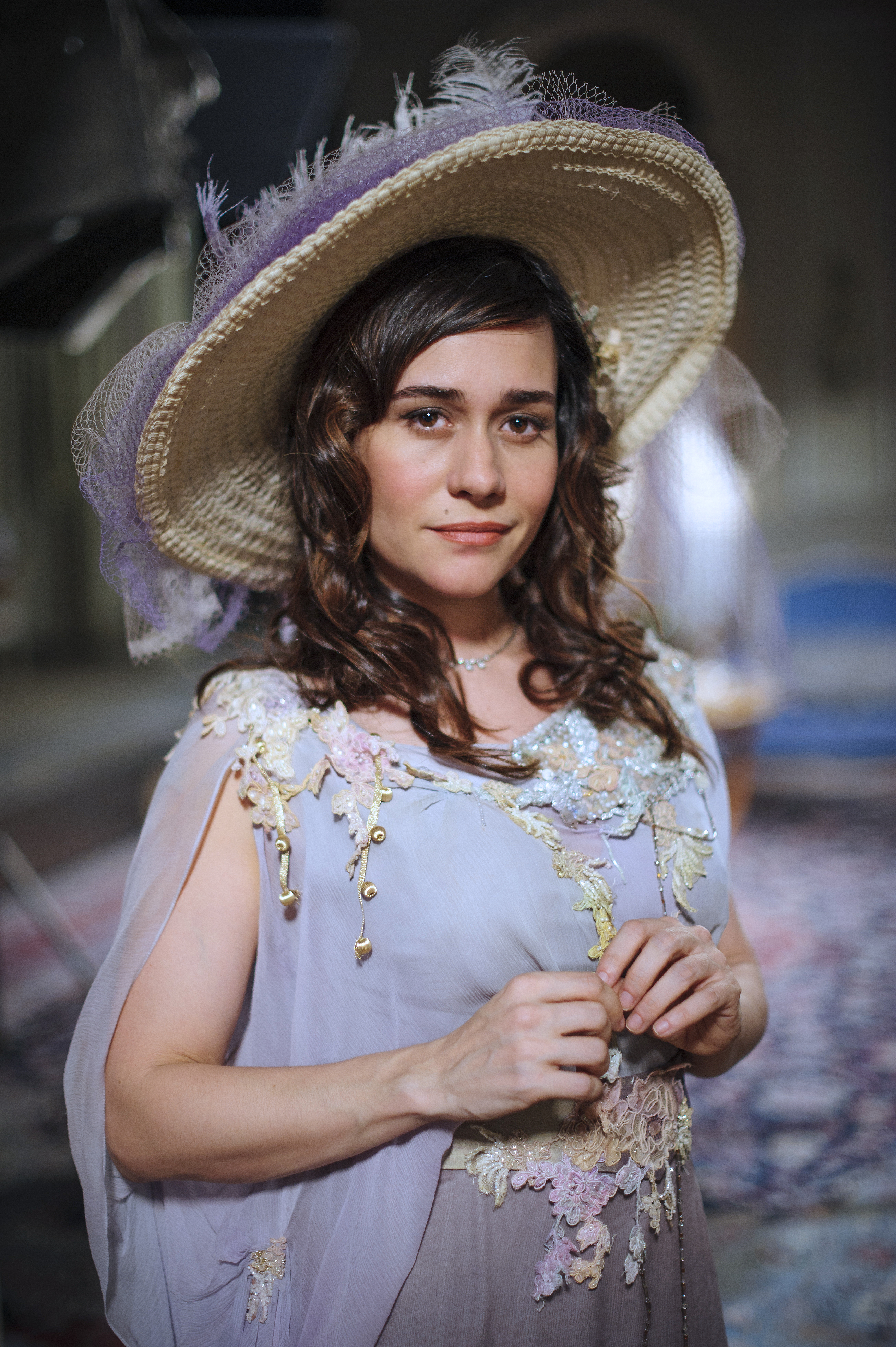
Alessandra Negrini

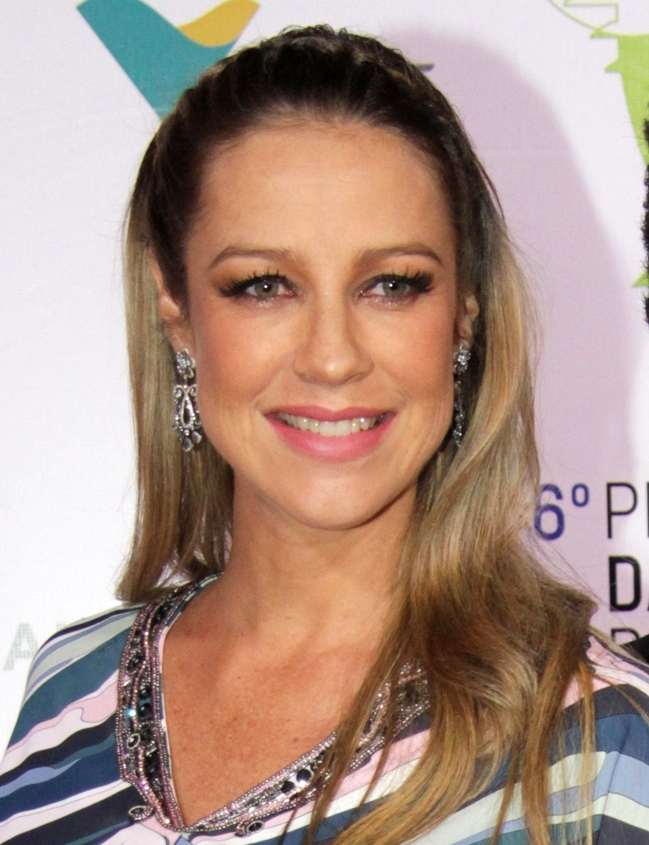
Luana Piovani

### Anteriores ao século XIX
- 1514 — Marquês de Villafranca, militar e político espanhol (m. 1577).
- 1619 — Jean-Baptiste Colbert, ministro das finanças de Luís XIV (m. 1683).
- 1632 — John Locke, filósofo inglês (m. 1704).
- 1714 — Frederica Luísa da Prússia (m. 1784).
- 1730 — Aleijadinho, escultor, entalhador, desenhista e arquiteto brasileiro (m. 1814).
- 1769 — Rosa Filipa Duchesne, santa católica francesa (m. 1852).
- 1780
  - Jean-Auguste Dominique Ingres, desenhista e pintor francês (m. 1867).
  - Richard Rush, diplomata estadunidense (m. 1859).

### Século XIX
- 1805 — Frederick Denison Maurice, teólogo e socialista cristão britânico (m. 1872).
- 1809 — Oliver Wendell Holmes, escritor, poeta e professor estadunidense (m. 1894).
- 1810 — Juan Bautista Alberdi, político e escritor argentino (m. 1884).
- 1817 — John Leech, ilustrador e desenhista britânico (m. 1864).
- 1822 — Manuel Gomes Correia de Miranda, político brasileiro (m. 1901).
- 1831
  - Bezerra de Menezes, médico, escritor, político e dirigente espírita brasileiro (m. 1900).
  - Juan Santamaría, militar costarriquenho (m. 1856).
- 1836 — Francisco Pereira Passos, político brasileiro (m. 1913).
- 1843 — Alfred Agache, pintor francês (m. 1915).
- 1844
  - Apolinário Porto-Alegre, escritor e poeta brasileiro (m. 1904).
  - Edward Carpenter, poeta britânico (m. 1929).
- 1847 — Gustavo Richard, político brasileiro (m. 1929).
- 1850 — Aristides Spínola, político brasileiro (m. 1925).
- 1851 — Savina Petrilli, beata italiana (m. 1923).
- 1858 — Salomon Reinach, historiador e arqueólogo francês (m. 1932).
- 1862
  - Maurice Maeterlinck, dramaturgo e poeta belga (m. 1949).
  - Andrew Fisher, político australiano (m. 1928).
- 1865 — Oscar Pereira da Silva, pintor brasileiro (m. 1939)
- 1871
  - Albert Lebrun, político francês (m. 1950).
  - Jack Yeats, pintor irlandês (m. 1957).
- 1876
  - Charles Kettering, inventor e sociólogo estadunidense (m. 1958).
  - Kim Gu, político sul-coreano (m. 1949).
- 1890
  - Richard Casey, Barão Casey, engenheiro, diplomata e político australiano (m. 1976).
  - Richard Oswald Karl Kräusel, botânico alemão (m. 1966).
- 1891 — Dorothy West, atriz estadunidense (m. 1980).
- 1896 — Hans Tröger, militar alemão (m. 1982).
- 1898 — Preston Sturges, cineasta estadunidense (m. 1959).

### Século XX

#### 1901–1950
- 1901 — Sherwin Badger, patinador artístico estadunidense (m. 1972).
- 1903 — Fernando Correa da Costa, médico e político brasileiro (m. 1987).
- 1904 — Werner Forßmann, médico-cirurgião alemão (m. 1979).
- 1910 — José María Guido, advogado e político argentino (m. 1975).
- 1912 — Barry Sullivan, ator estadunidense (m. 1994).
- 1913 — Bruno Dilley, aviador alemão (m. 1968).
- 1915 — Ingrid Bergman, atriz sueca (m. 1982).
- 1916 — George Montgomery, ator estadunidense (m. 2000).
- 1920 — Charlie Parker, músico estadunidense (m. 1955).
- 1921 — Paddy Roy Bates, militar e nobre britânico (m. 2012).
- 1922
  - Henk Faanhof, ciclista neerlandês (m. 2015).
  - John Edward Williams, escritor, editor e professor norte-americano (m. 1994).
- 1923 — Richard Attenborough, ator, produtor e diretor de cinema britânico (m. 2014).
- 1924
  - Dinah Washington, cantora estadunidense (m. 1963).
  - Salvador Villalba, futebolista paraguaio (m. ?).
  - Tissa Balasuriya, religioso e teólogo cingalês (m. 2013).
  - María Dolores Pradera, cantora e atriz espanhola (m. 2018).
  - Fada Santoro, atriz brasileira (m. 2024).
- 1928 — Charles Gray, ator britânico (m. 2000).
- 1929 — Thom Gunn, poeta britânico (m. 2004).
- 1933
  - Alan Stacey, automobilista britânico (m. 1960).
  - Antoniet, futebolista espanhol (m. 2015).
  - Dickie Hemric, jogador de basquete estadunidense (m. 2017).
  - Arnold Koller, político suíço.
- 1934 — Horst Szymaniak, futebolista alemão (m. 2008).
- 1935 — William Friedkin, diretor e produtor cinematográfico estadunidense (m. 2023).
- 1936 — John McCain, político e militar estadunidense (m. 2018).
- 1938
  - Elliott Gould, ator estadunidense.
  - Gerry Byrne, futebolista britânico (m. 2015).
  - Alberto Pagani, motociclista italiano (m. 2017).
- 1939 — Joel Schumacher, diretor de cinema estadunidense (m. 2020).
- 1940 — Valentín Uriona, ciclista espanhol (m. 1967).
- 1941
  - Ellen Geer, atriz, diretora e roteirista norte-americana.
  - Ole Ritter, ex-ciclista dinamarquês.
- 1942 — Gottfried John, ator alemão (m. 2014).
- 1943
  - Eduardo Neves de Castro, futebolista brasileiro (m. 1969).
  - Edu Lobo, músico brasileiro.
  - Arthur Bruce McDonald, físico canadense.
- 1945
  - António Assunção, ator português (m. 1998).
  - Jean Ragnotti, ex-automobilista francês.
  - Karol Jokl, futebolista e treinador de futebol eslovaco (m. 1996).
- 1946
  - Dimítris Christófias, político cipriota (m. 2019).
  - Jean-Baptiste Bagaza, político e militar burundinês (m. 2016).
- 1947
  - James Hunt, automobilista e comentarista esportivo britânico (m. 1993).
  - Temple Grandin, doutora de ciência animal e ativista autista estadunidense.
- 1948
  - António Francisco dos Santos, bispo católico português (m. 2017).
  - Robert Langer, engenheiro estadunidense.
  - Geraldo Brindeiro, jurista brasileiro (m. 2021).
  - Xaver Kurmann, ex-ciclista suíço.
- 1949
  - João Barroso Soares, político português.
  - Edmundo González Urrutia, diplomata e político venezuelano.

#### 1951–2000
- 1952
  - Deborah Van Valkenburgh, atriz estadunidense.
  - Sanny Åslund, ex-futebolista e treinador de futebol sueco.
  - Paulo Reis, ator brasileiro.
- 1954 — Wladimir, ex-futebolista brasileiro.
- 1955
  - Frank Hoste, ex-ciclista belga.
  - Diamanda Galás, cantora, compositora e pianista norte-americana.
- 1956
  - GG Allin, cantor estadunidense (m. 1993).
  - Charalambos Xanthopoulos, ex-futebolista grego.
- 1958
  - Michael Jackson, cantor, compositor, ator e dançarino estadunidense (m. 2009).
  - Juninho Fonseca, ex-futebolista e treinador de futebol brasileiro.
- 1959
  - Rebecca de Mornay, atriz estadunidense.
  - Ramón Díaz, ex-futebolista e treinador de futebol argentino.
  - Ernesto Rodrigues, compositor português.
  - Stephen Wolfram, cientista britânico.
  - André Christovam, guitarrista, compositor e cantor brasileiro.
- 1960 — Tony MacAlpine, músico estadunidense.
- 1961
  - Cássio Gabus Mendes, ator brasileiro.
  - Eddie Baza Calvo, político guamês.
- 1962
  - Jutta Kleinschmidt, automobilista alemã.
  - Luciano Bahia, cantor, compositor e tecladista brasileiro.
  - Raúl Fernando Sendic, político uruguaio.
  - Edward Allen Bernero, escritor, diretor e produtor de televisão norte-americano.
- 1963
  - Elizabeth Fraser, cantora britânica.
  - Steve Clarke, ex-futebolista e treinador de futebol britânico.
- 1964
  - Jerry de Jong, ex-futebolista neerlandês.
  - Delia Fischer, pianista, cantora, compositora e arranjadora brasileira.
- 1965
  - Gerhard Rodax, futebolista austríaco (m. 2022).
  - Flávio Campos, ex-futebolista e treinador de futebol brasileiro.
- 1967
  - Jiří Růžek, fotógrafo tcheco.
  - Anton Newcombe, cantor e músico norte-americano.
- 1969 — Lucero, atriz e cantora mexicana.
- 1970
  - Alessandra Negrini, atriz brasileira.
  - Jacco Eltingh, ex-tenista neerlandês.
- 1971
  - Carla Gugino, atriz estadunidense.
  - Marco Sandy, ex-futebolista e treinador de futebol boliviano.
- 1972
  - Amanda Marshall, cantora canadense.
  - Radek Bejbl, ex-futebolista tcheco.
- 1973
  - Olivier Jacque, ex-motociclista francês.
  - Thomas Tuchel, treinador de futebol alemão.
  - Marcelo Ramos Rodrigues, advogado e político brasileiro.
- 1974
  - Marco d'Almeida, ator português.
  - Nicola Amoruso, ex-futebolista italiano.
  - Denis Caniza, ex-futebolista paraguaio.
  - Solange Almeida, cantora brasileira.
  - Kenneth Pérez, ex-futebolista dinamarquês.
- 1975
  - Che Bunce, ex-futebolista neozelandês.
  - Colin McKay, skatista canadense.
- 1976
  - Luana Piovani, modelo e atriz brasileira.
  - Jon Dahl Tomasson, ex-futebolista e treinador de futebol dinamarquês.
  - Stephen Carr, ex-futebolista irlandês.
  - Pablo Mastroeni, ex-futebolista e treinador de futebol estadunidense.
- 1977
  - Devean George, ex-jogador de basquete estadunidense.
  - John O'Brien, ex-futebolista norte-americano.
- 1978
  - Celestine Babayaro, ex-futebolista nigeriano.
  - Déborah Anthonioz, snowboarder francesa.
- 1979
  - Vasco Palmeirim, locutor de rádio português.
  - Justine Pasek, modelo panamenha.
  - Youssoupha, rapper, compositor e arranjador congolês.
- 1980
  - Corina Ungureanu, ex-ginasta romena.
  - William Levy, ator cubano.
  - Axel Temataua, futebolista taitiano.
- 1981
  - Émilie Dequenne, atriz belga.
  - Siarhei Rutenka, ex-handebolista bielorrusso.
  - Zeng Shaoxuan, ex-tenista chinês.
  - Jay Ryan, ator neozelandês.
- 1982
  - Vincent Enyeama, ex-futebolista nigeriano.
  - Mayana Moura, cantora e atriz brasileira.
  - Carlos Delfino, jogador de basquete argentino.
  - Talita Antunes, jogadora de vôlei de praia brasileira.
- 1983
  - Xabier Prieto, ex-futebolista espanhol.
  - Rui Komatsu, ex-futebolista japonês.
- 1984
  - Gilles Binya, ex-futebolista camaronês.
  - Helge Meeuw, ex-nadador alemão.
- 1985
  - Alexander Artemev, ginasta estadunidense.
  - Gonzalo Jara, ex-futebolista chileno.
  - Jeffrey Licon, ator estadunidense.
- 1986
  - Lea Michele, atriz e cantora estadunidense.
  - Lauren Collins, atriz canadense.
  - Jaka Ihbeisheh, ex-futebolista palestino-esloveno.
  - Luis Alfredo López, futebolista hondurenho.
  - Hajime Isayama, desenhista e escritor japonês.
  - Andrey Amador, ciclista costarriquenho.
- 1987 — Marko Podraščanin, handebolista sérvio.
- 1988
  - Ivan Radovanović, futebolista sérvio.
  - Agim Ibraimi, futebolista macedônio.
  - Traquina, futebolista português.
- 1990
  - Nicole Anderson, atriz estadunidense.
  - Patrick van Aanholt, futebolista neerlandês.
  - Youssouf M'Changama, futebolista comorense.
  - Mamadu Candé, futebolista guineense.
- 1991
  - Néstor Araujo, futebolista mexicano.
  - August Jensen, ciclista norueguês.
- 1992
  - Mallu Magalhães, cantora brasileira.
  - Yago Fernando da Silva, ex-futebolista brasileiro.
  - Kalindi, futebolista brasileiro (m. 2022).
- 1993
  - Liam Payne, cantor britânico (m. 2024).
  - Lucas Cruikshank, ator estadunidense.
  - Cris Silva, futebolista brasileiro.
- 1994
  - Ysaline Bonaventure, tenista belga.
  - Amelia Racea, ex-ginasta romena.
- 1995 — Filip Krovinović, futebolista croata.
- 1996 — Anastasios Donis, futebolista grego.
- 1997
  - Guilhermina Libanio, atriz brasileira.
  - Ainsley Maitland-Niles, futebolista britânico.
- 1998
  - Guga, futebolista brasileiro.
  - Simon Carr, ciclista britânico.
- 1999 — Giorgi Chakvetadze, futebolista georgiano.
- 2000 — Julia Grosso, futebolista canadense.

### Século XXI
- 2001 — Panuwat Sopradit, ator e modelo tailandês.
- 2002 — Destiny Chukunyere, cantora maltesa.
- 2004 — Orri Óskarsson, futebolista islandês.

## Mortes

### Anteriores ao século XIX
- 1093 — Hugo I, Duque da Borgonha (n. 1057).
- 1542 — Cristóvão da Gama, militar e explorador colonial português (n. 1515).
- 1543 — Maria de Jülich-Berg, duquesa e condessa alemã (n. 1491).
- 1661 — Louis Couperin, instrumentista e compositor francês (n. 1626.
- 1676 — Luísa Carlota de Brandemburgo (n. 1617).
- 1780 — Jacques-Germain Soufflot, arquiteto francês (n. 1713).
- 1791 — Constança Manuel, Duquesa de Tancos (n. 1719).
- 1797 — Joseph Wright, pintor britânico (n. 1734).

### Século XIX
- 1837 — João Manuel de Lima e Silva, militar e revolucionário brasileiro (n. 1805).
- 1891 — José Maria Latino Coelho, militar e político português (n. 1825).

### Século XX
- 1904 — Murade V, sultão otomano (n. 1840).
- 1921 — Joel Asaph Allen, zoólogo e ornitólogo estadunidense (n. 1838).
- 1922 — Georges Sorel, teórico sindicalista francês (n. 1847).
- 1935 — Astrid da Suécia (n. 1905).
- 1960 — Vicki Baum, escritora austríaca (n. 1915).
- 1975
  - Éamon de Valera, político irlandês (n. 1882).
  - Aílton Brandão Joly, botânico brasileiro (n. 1924).
- 1976 — Osvaldo Santiago, compositor e poeta brasileiro (n. 1902).
- 1977 — Jean Hagen, atriz estadunidense (n. 1923).
- 1982
  - Ingrid Bergman, atriz sueca (n. 1915).
  - Solange Bibas, jornalista brasileiro (n. 1918).
- 1984 — Muhammad Naguib, político egípcio (n. 1901).
- 1987 — Naji al-Ali, cartunista palestino (n. 1937).
- 1991
  - Moisés Lupion, empresário e político brasileiro (n. 1908).
  - Ivan Bodin, futebolista sueco (n. 1923).
- 1992 — Félix Guattari, filósofo e militante revolucionário francês (n. 1930).
- 1994 — Monique Alves, atriz brasileira (n. 1962).
- 1998 — Alexandre Alves Costa, engenheiro e político brasileiro (n. 1918).
- 1999 — Claudio Lezcano, futebolista paraguaio (n. ?).
- 2000 — Colé Santana, ator, diretor, produtor e dramaturgo brasileiro (n. 1919).

### Século XXI
- 2002 — Lance Macklin, automobilista britânico (n. 1919).
- 2003 — Mohamed Baqir al-Hakim, teólogo e político iraquiano (n. 1939).
- 2004 — Hans Vonk, maestro neerlandês (n. 1942).
- 2007
  - Pierre Messmer, político francês (n. 1916).
  - Chaswe Nsofwa, futebolista zambiano (n. 1978).
  - Cayon Gadia, produtor de rádio e televisão brasileiro (n. 1945).
- 2008 — Alcir Portela, futebolista e treinador de futebol brasileiro (n. 1944).
- 2009
  - Mady Rahl, atriz alemã (n. 1915).
  - Chris Connor, cantora estadunidense (n. 1927).
  - Doalcey Bueno de Camargo, locutor esportivo e radialista brasileiro (n. 1930).
- 2010
  - Dorina Nowill, educadora, filantropa e administradora brasileira (n. 1919).
  - Ary Fernandes, ator e cineasta brasileiro (n. 1931).
- 2011 — Fernando Ferretti, futebolista brasileiro (n. 1949).
- 2013 — Bruce C. Murray, cientista estadunidense (n. 1931).
- 2016 — Gene Wilder, ator, produtor e cineasta norte-americano (n. 1933).
- 2022 — Charlbi Dean, atriz sul-africana (n. 1990).

## Feriados e eventos cíclicos

### Mundo
- Dia Internacional do Gamer
- Dia Internacional Contra Testes Nucleares

### Portugal
- Aljezur - Feriado Municipal (Banho Santo)

### Brasil
- Aniversário do município de Jaguaretama, Ceará
- Aniversário do município de Joaçaba, Santa Catarina
- Aniversário do município de Leme, São Paulo
- Aniversário do município de Morrinhos, Goiás
- Dia Nacional da Visibilidade Lésbica

### Cristianismo
- Decapitação de João Batista
- Sabina de Roma

## Outros calendários
- No calendário romano era o 4.º dia (IV) antes das calendas de setembro.
- No calendário litúrgico tem a letra dominical C para o dia da semana.
- No calendário gregoriano a epacta do dia é xxvi.